# En yxa i nacken
En yxa i nacken är en kriminalroman av Hans Alfredson, publicerad 1992. Pensionerade kriminalkommissarien Albin Winkelryd blir inblandad i utredningen av mordet på en rik ung änka som hittats död i sitt fritidshus.